# Robert Carlsson (ishockeyspelare, född 1977)
Robert Carlsson, född 29 september 1977 i Södertälje, är en svensk ishockeyspelare (forward) som för närvarande spelar i Södertälje SK där han tillbringat hela sin karriär, med undantag för säsongerna 2011-12 och 1997-98 då han representerade Malmö Redhawks respektive Nyköpings Hockey.